# Noaptea Barat
Noaptea Barat (în arabă: Laylat al Baraat; ليلة البراءة, turcă: Berat Kandili) este una dintre nopțile considerate sfinte în religia islamică. Se sărbătorește în noaptea de 14 spre 15 a lunii Șaban⁠(en)[traduceți], lună premergătoare lunii sfinte Ramadan, mai ales de către musulmanii sunniți. În această noapte musulmanii citesc din Coran, se căiesc pentru păcatele săvârșite, îndeplinesc rugăciuni, dua și dhikr.

## Origini
Shab-E-Barat  înseamnă noaptea iertării sau ziua ispășirii. Suniții privesc noaptea de Berat ca fiind una a mântuirii. Diferite hadith-uri, unele mai slabe, altele autentice, fac referire la această noapte. Teologii musulmani, inclusiv cei consacrați precum Imam Shafii, Imam Nawawi, Imam Ghazzali și Imam Suyuti consideră ruga din noaptea berat ca fiind acceptată.
“Berat” provine de la cuvântul “Beraet” și înseamnă “a scăpa de o greutate, a fi achitat”.  Musulmanii cred că în această noapte prosperă Allah le iartă păcatele și îi purifică.

## Descriere
Noaptea de la mijlocul lunii Șaban este cunoscută ca  “Laylatun Nisfe min Sha’ban”  în lumea arabă, ca “Shab-e-barat”(شب برات) în India, Pakistan, Bangladesh, Iran, Afghanistan și Nepal. Aceste nume sunt traduse ca "noaptea înregistrărilor", " noaptea atribuirilor" și "noaptea eliberării".
Există foarte multe dispute cu privire la această noapte. În timp ce unii teologi musulmani acceptă această noapte ca fiind una sfântă, la care se face referire în Coran, alții nu sunt de acord cu acest lucru. În comentarii se menționează că Coranul cel Sfânt a fost coborât în Lawh-il-mahfuz (Tabla bine păstrată) în noaptea de 14 spre 15 a lunii Șaban.
În Surat ad-Dukhan, versetele 2,3 se menționează că : „Noi am trimis-o într-o noapte binecuvântată- căci Noi am fost cu adevărat prevenitori”. În timp ce unii comentatori spun că „noapte binecuvântată” este Laylatu-l Qadr, alții afirmă că în acest verset se face referire la noaptea coborârii Coranului în Lawh-il-mahfuz.
Conform unor teologi musulmani, în a 15-a noapte a lunii Șaban, se stabilesc de către Allah, evenimentele importante care vor avea loc în decursul unui an: nașteri, decese, calamități, dezastre, etc.

## Alte nume
- Laylat al Bara'at  (Arabă: ليلة البراءة‎, Noapte inocenței)
- Berat Kandili  în turcă
- Shab e Baraat (Urdu: (شبِ برات‎  ) în Pakistan, India și Bangladesh
- Lejletul Berat în Bosnia

## Hadith-uri cu privire la Laylat-ul Berat
Într-un hadith
relatat de  ‘Aisha, profetul Muhammad a
spus: “Aceasta este noaptea de la mijlocul lunii Șaban. În această noapte Allah
eliberează din iad un număr mai mare de oameni decât firele de păr ale ovinelor
din tribul Kalb. Dar,  Allah nu-l iartă
pe cel care îi aduce asociați,  pe cel care
nutrește răutate în inima lui (față de fratele său musulman), pe cel care
întrerupe relațiile cu rudele sale, pe cel care nu-și ascultă și respectă
părinții ori pe cel care are obiceiul de a consuma vin.[Baihaqi, At-Targheeb
wat-Tarheeb]
Fără îndoială, Allah înconjoară cu mila Sa totul în noaptea a
cincisprezecea din luna Șaban.  El iartă
toate creaturile Sale, cu excepția politeiștilor și a celor care au
inimile  pline de ură sau dușmănie. Allah
Preainaltul îi iartă pe toți musulmanii în acea noapte, cu excepția
ghicitorilor, magicienilor, oamenilor care sunt plini de ură, alcoolicilor, a
celor care nu-și respectă părinții și pe cei care insistă să comită adulter.( at-Targhib
wa't-Tarhib, 2:118)
(Petreceți-vă noaptea de 15 a lunii Șaban în adorare
iar ziua postiți. În acea noapte Allah spune: Nu este nimeni care dorește să
fie iertat, ca Eu să-l iert? Nu este nimeni care dorește binefacere, ca Eu să-i ofer? Nu este nimeni care are greutăți ca Eu să-i ofer sănătate? Cine dorește
ceva, să ceară și îi voi oferi. Această situație continua până dimineața.  [Ibn
Majah, Iqama, 191.]
În noaptea Berat se deschid
ușile cerurilor, îngerii aduc vești oamenilor și îi încurajează să îndeplinească ibadah.  [Nesai, Baihaqi, , Munziri]
Ruga făcută în aceste cinci nopți nu este respinsă: noaptea Regaib,  noaptea Berat , noaptea de joi spre vineri, nopțile dinaintea sărbătorii Ramadanului și cea a sacrificiului.  [İbni Asakir]
În noaptea a 15-a din luna Șaban,  Allah este iertător. El îi iartă pe toți cu excepția celor care îi aduc asociați și a celor care poartă
ranchiună fraților săi musulmani. [Ibn Majah, Iqama]

## Obiceiuri în diferite țări
Noaptea de Berat este sărbătorită cu  evlavie, fast și veselie peste tot în Asia de Sud, inclusiv India, Pakistan, Bangladesh, Sri Lanka, Azerbaidjan și Turcia și Asia Centrală (Uzbekistan, Tadjikistan, Kazahstan, Turkmenistan și Kirghistan). Arabii salafi nu sărbătoresc această noapte.  În lumea arabă noaptea este sarbatorită cu entuziasm de către arabii sufi și șiiți.
În Irak, oamenii oferă copiilor bomboane. În Iran se celebrează, de asemenea, Laylat al Barat, care coincide cu data nașterii Imamului Al Mahdi, ultimul Imam.
Unii musulmani din Indonezia face dhikr în comun, în moschei, urmată de o prelegere (ceramah) condus de un “ustadz” sau de un “kyai”,  așa cum este numit în Java și Madura.  În Asia de Sud, musulmanii fac dulciuri (în special halwa sau zarda) care sunt împărțite vecinilor și săracilor.
În noaptea  Berat musulmanii din Turcia merg la moschee și își petrec noaptea adorându-l pe Allah.